# Glory of the Seas
Die Glory of the Seas war ein 1869 gebauter, US-amerikanischer Klipper. Das Segelschiff wurde auf der Werft von Donald McKay in Boston gebaut. Am 13. Mai 1923 wurde es am Strand von Seattle verbrannt.

## Rekordfahrten
Der Glory of the Seas gelang es auf zwei ihrer Fahrten, neue Rekorde aufzustellen. Am 13. Oktober 1873 lief sie aus dem Hafen von New York aus und am 18. Januar im Hafen von San Francisco wieder ein. Die Reise dauerte nur 96 Tage. Die zweite Rekordfahrt startete am 14. März 1875 in San Francisco und endete 35 Tage später am 19. April 1875 in Sydney, Australien.

## Segelplan
Der Segelplan für die drei Masten der Glory of the Seas sah jeweils zwei Marssegel, ein Bramsegel und Royalsegel vor. Zusätzlich konnte jeder Mast, wie bei amerikanischer Bauart typisch, ein Himmelssegel (Skysegel) tragen.

## Verbleib
Am 13. Mai 1923 wurde die Glory of the Seas auf den Strand nahe Seattle gesetzt. Dort wurde der Schiffsrumpf verbrannt, um an das verbaute Eisen und Kupfer zu kommen.